# Jakob Riddersven
Jakob Svensson Riddersven, född 1670 i Pernau, död 16 februari 1736 i Malmö, var en svensk militär och tecknare.
Han var från 1715 gift med Juliana Cronman. Riddersven blev löjtnant vid artilleriet 1700 och deltog i Karl XII:s fälttåg där han tillfångatogs vid Poltava 1709. Han hölls fången i Tobolsk fram till fredsslutet. Efter hemkomsten till Sverige avancerade han slutligen till överstelöjtnant vid artilleriet i Malmö. I Uppsala universitetsbibliotek förvaras ett stort antal aritmetiska uppgifter med lösningar och vältecknade figurer som Riddersven utförde under fångenskapen. Bilderna visar på hans stora förmåga som tecknare.